# Lorinser
Lorinser – niemieckie przedsiębiorstwo motoryzacyjne zajmujące się tuningiem samochodów marki Mercedes-Benz.
Przedsiębiorstwo założone zostało w 1930 roku i zajmowało się początkowo sprzedażą i serwisowaniem pojazdów produkowanych przez Daimler-Benz AG. Siedziba firmy znajduje się w Winnenden, w Badenii-Wirtembergii.

## Historia[1]
1 marca 1930 r. – Erwin Lorinser zakłada warsztat samochodowy w Waiblingen w Niemczech
1935 r. – Daimler-Benz AG proponuje Erwinowi Lorinser umowę o współpracy polegającą na sprzedaży, odsprzedaży i serwisie samochodów Daimler-Benz AG
1961 r. – Przenosiny do nowego salonu samochodowego z własną stacją benzynową w Waiblingen
1974 r. – Erwin Lorinser przekazuje zakład samochodowy swojemu synowi – Manfredowi Lorinserowi, który staje się dyrektorem zarządzającym
1976 r. – Powstaje nowy zakład dealerski o nazwie Lorinser, spółka zależna. Otwarcie działu tuningowego.
1981 r. – Rejestracja Lorinser Sportservice GmbH jako niezależnej firmy
1994 r. – Przenosiny Lorinser Sportservice GmbH pod nowy, własny adres w Winnenden
1996 r. – Przyznanie firmie certyfikatu DIN EN ISO 9002.
2002 r. – Powstanie nowego salonu wystawowego i budynku administracyjnego z wystawą samochodów zabytkowych.